# School of Rock (musical)
School of Rock es un musical basado en la película homónima de 2003, con libreto de Julian Fellowes, música de Andrew Lloyd Webber y letras de Glenn Slater. Su trama central gira en torno a Dewey Finn, un guitarrista aspirante a estrella de rock que tras ser expulsado de su grupo se hace pasar por profesor y comienza a trabajar en una prestigiosa escuela privada. Cuando casualmente descubre que sus alumnos tienen verdadero talento para la música, Dewey decide inscribirse con ellos en una competición de bandas.
El espectáculo se estrenó en 2015 en el Winter Garden Theatre de Broadway, con Alex Brightman y Sierra Boggess en los papeles protagonistas, y un año después llegó al West End londinense, donde fue reconocido con un premio Olivier. Desde entonces también ha podido verse en numerosas ciudades a lo largo de todo el mundo.

## Sinopsis
Dewey Finn es un apasionado de la música rock y así lo demuestra cada vez que sube al escenario a tocar la guitarra con su banda No Vacancy. Sin embargo, su personalidad egocéntrica y sus ganas de llamar la atención chocan con el resto del grupo y Dewey termina siendo expulsado. Por si fuera poco, la novia de su compañero de piso Ned no está dispuesta a tolerar que siga escaqueándose de pagar el alquiler y amenaza con echarlo a la calle. Desempleado y sin un dólar en el bolsillo, Dewey encuentra la solución a sus problemas cuando atiende por casualidad una llamada telefónica de Rosalie Mullins, la directora de un colegio de élite que busca a Ned para ofrecerle un puesto de maestro sustituto. Viendo ante sí la oportunidad de ganar algo de dinero rápido, Dewey se hace pasar por su amigo y acepta el trabajo. Los comienzos en la escuela no son nada fáciles debido a las rígidas normas que imperan en la institución, pero todo cambia cuando el falso profesor descubre que sus jóvenes alumnos son capaces de tocar instrumentos y tienen verdadero talento para la música. Sorprendido por esta inesperada revelación, Dewey decide convertir a su clase en un conjunto de rock e inscribirse con ellos en una competición de bandas que ansía ganar.

## Producciones
| Producción           | Teatro                | Fecha de estreno         | Fecha de cierre     | Funciones |
| Broadway             | Winter Garden Theatre | 6 de diciembre de 2015   | 20 de enero de 2019 | 1.309     |
| West End             | Gillian Lynne Theatre | 14 de noviembre de 2016  | 1 de marzo de 2020  | > 1.400   |
| Gira en Norteamérica | Varios                | 30 de septiembre de 2017 | 9 de junio de 2019  |           |
| Gira en Reino Unido  | Varios                | 9 de septiembre de 2021  | 30 de julio de 2022 |           |
| Madrid               | Espacio Delicias      | 28 de septiembre de 2023 | 7 de enero de 2024  |           |
| Buenos Aires         | Teatro Gran Rex       | 20 de junio de 2024      | 28 de julio de 2024 |           |

Otras producciones
School of Rock se ha representado en países como Argentina, Australia, Austria, Brasil, Canadá, China, Corea del Sur, España, Estados Unidos, Hungría, Irlanda, Japón, Nueva Zelanda, Reino Unido o Taiwán, y ha sido traducido a varios idiomas diferentes.
En mayo de 2020 estaba previsto el estreno en el Teatro Ópera de Buenos Aires con Miguel Granados y Julieta Nair Calvo al frente del reparto, pero debido a la pandemia de COVID-19 el proyecto tuvo que ser cancelado.

## Números musicales
| Acto I - «I'm Too Hot for You» (a) - «When I Climb to the Top of Mount Rock» - «Horace Green Alma Mater» - «Here at Horace Green» - «Here at Horace Green (Reprise)» (c) - «Variation 7» (b) - «Children of Rock» - «Mount Rock (Reprise)» (c) - «Queen of the Night» - «You're in the Band» - «You're in the Band (Reprise)» (c) - «If Only You Would Listen» - «In the End of Time» - «Faculty Quadrille» - «In the End of Time (Band Practice)» (c) - «Stick It to the Man» - «In the End of Time (The Audition)» - «Stick It to the Man (Reprise)» (c) | Acto II - «Time to Play» - «Amazing Grace» (c) - «Math Is a Wonderful Thing» (c) - «Where Did the Rock Go? (Intro)» (c) - «Where Did the Rock Go?» - «School of Rock (Band Practice)» (c) - «Dewey's Confession» - «If Only You Would Listen (Reprise)» - «Stick it to the Man (Reprise)» - «I'm Too Hot for You (Competition)» (a) (c) - «School of Rock (Competition)» - «Stick It to the Man (Competition Encore)» - «Finale» |

Todas las canciones son de Andrew Lloyd Webber (música) y Glenn Slater (letra) excepto «Queen of the Night» (música y letra de Wolfgang Amadeus Mozart), «In the End of Time» (música y letra de Jack Black y Warren Fitzgerald), «Amazing Grace» (música y letra de John Newton), «Math Is a Wonderful Thing» (música y letra de Jack Black y Mike White) y «School of Rock» (música y letra de Sammy James, Jr. y Mike White)
(a) La melodía de «I'm Too Hot for You» está tomada de la canción «I've Been in Love Too Long», escrita por Andrew Lloyd Webber y Don Black para el álbum Won't Change Places (1981) de Marti Webb
(b) Extraída del álbum Variations (1978) de Andrew y Julian Lloyd Webber
(c) Canción no incluida en el álbum grabado por el reparto original de Broadway

## Repartos originales
| Personaje       | Broadway (2015) | West End (2016)  | Gira en Norteamérica (2017) | Gira en Reino Unido (2021) | Madrid (2023) | Buenos Aires (2024)  |
| Dewey Finn      | Alex Brightman  | David Fynn       | Rob Colletti                | Jake Sharp                 | Leo Rivera    | Agustín Aristarán    |
| Rosalie Mullins | Sierra Boggess  | Florence Andrews | Lexie Dorsett Sharp         | Rebecca Lock               | Julia Möller  | Ángela Leiva         |
| Ned Schneebly   | Spencer Moses   | Oliver Jackson   | Matt Bittner                | Matthew Rowland            | Nacho Redondo | Santiago Otero Ramos |
| Patty Di Marco  | Mamie Parris    | Preeya Kalidas   | Emily Borromeo              | Nadia Violet Johnson       | Teresa Ferrer | Sofía Pachano        |

## Grabaciones
Hasta la fecha solo se ha editado el álbum grabado por el elenco original de Broadway, que salió a la venta el 4 de diciembre de 2015.

## Premios y nominaciones

### Producción original de Broadway
| Año  | Premio                     | Categoría                            | Nominado                          | Resultado |
| ---- | -------------------------- | ------------------------------------ | --------------------------------- | --------- |
| 2016 | Tony Award                 | Mejor musical                        | Mejor musical                     | Nominado  |
| 2016 | Tony Award                 | Mejor libreto de un musical          | Julian Fellowes                   | Nominado  |
| 2016 | Tony Award                 | Mejor música original                | Andrew Lloyd Webber, Glenn Slater | Nominados |
| 2016 | Tony Award                 | Mejor actor en un musical            | Alex Brightman                    | Nominado  |
| 2016 | Drama Desk Award           | Mejor musical                        | Mejor musical                     | Nominado  |
| 2016 | Drama Desk Award           | Mejor música                         | Andrew Lloyd Webber               | Nominado  |
| 2016 | Drama Desk Award           | Mejores orquestaciones               | Andrew Lloyd Webber               | Nominado  |
| 2016 | Drama Desk Award           | Mejores letras                       | Glenn Slater                      | Nominado  |
| 2016 | Drama Desk Award           | Mejor diseño de sonido en un musical | Mick Potter                       | Nominado  |
| 2016 | Outer Critics Circle Award | Mejor actor en un musical            | Alex Brightman                    | Nominado  |
| 2016 | Drama League Award         | Mejor producción de un musical       | Mejor producción de un musical    | Nominado  |
| 2016 | Drama League Award         | Mejor intérprete                     | Alex Brightman                    | Nominado  |

### Producción original del West End
| Año  | Premio        | Categoría                 | Nominado                                              | Resultado |
| ---- | ------------- | ------------------------- | ----------------------------------------------------- | --------- |
| 2017 | Olivier Award | Mejor musical nuevo       | Mejor musical nuevo                                   | Nominado  |
| 2017 | Olivier Award | Mejor actor en un musical | David Fynn                                            | Nominado  |
| 2017 | Olivier Award | Logro destacado en música | La banda de tres niños que toca en directo cada noche | Ganadores |

### Producción original de Madrid
| Año  | Premio                    | Categoría                 | Nominado     | Resultado |
| ---- | ------------------------- | ------------------------- | ------------ | --------- |
| 2024 | Premio del Teatro Musical | Mejor actriz protagonista | Julia Möller | Nominada  |
| 2024 | Premio del Teatro Musical | Mejor actor protagonista  | Leo Rivera   | Nominado  |